# Дробнін
Дробнін (пол. Drobnin) — село в Польщі, у гміні Кшеменево Лещинського повіту Великопольського воєводства.
Населення — 335 осіб (2011).

## Демографія
Демографічна структура станом на 31 березня 2011 року:
|          | Загалом | Допрацездатний вік | Працездатний вік | Постпрацездатний вік |
| -------- | ------- | ------------------ | ---------------- | -------------------- |
| Чоловіки | 172     | 37                 | 124              | 11                   |
| Жінки    | 163     | 36                 | 102              | 25                   |
| Разом    | 335     | 73                 | 226              | 36                   |